# All the Things You Are
"All the Things You Are" là ca khúc do Jerome Kern sáng tác, Oscar Hammerstein II đặt lời.

## Ca sĩ thu âm đáng chú ý
- Mildred Bailey (1939)
- Thore Ehrling (1943)
- Glenn Miller (1943)
- Frank Sinatra - The Columbia Years 1943-1952: The Complete Recordings (1944), The Columbia Years 1943-1952: The V-Discs (1945)
- Dizzy Gillespie Sextet (1945)
- Jo Stafford (1946)
- Django Reinhardt, Stéphane Grappelli - All The Things You Are (1949)
- Mario Lanza (1951)
- Clifford Brown (1953)
- The Quintet - Charlie Parker, Dizzy Gillespie, Bud Powell, Charles Mingus và Max Roach - Jazz at Massey Hall (1953)
- Hampton Hawes - The Trio (1956)
- Ahmad Jamal - Complete Live at the Pershing Lounge (1958)
- Peter Sellers 1958 album The Best of Sellers
- Margaret Whiting - Margaret Whiting Sings the Jerome Kern Songbook (1960)
- Ella Fitzgerald - Ella Fitzgerald Sings the Jerome Kern Songbook (1961)
- Stan Kenton - Mellophonium Magic (1961)
- Paul Desmond - Two of a Mind (1962)
- Sonny Rollins, Coleman Hawkins, Herbie Hancock - All The Things You Are (1964)
- Serge Gainsbourg, Elek Bacsik, Michel Gaudry - All The Things You Are (1964)
- Earl Grant - Spotlight On Earl Grant (1965)
- Jack Jones - Dear Heart (1965)
- Barbra Streisand - Simply Streisand (1967)
- Singers Unlimited - a cappella (1972)
- Michael Jackson - Music & Me
- Keith Jarrett (1983) - Standards Vol.1
- Larry Coryell - Shining Hour (1989)[2]
- Pat Metheny - Question And Answer (1989)
- Judy Kaye w/John McGlinn - Broadway Showstoppers (1993)
- Charlie Christian - The Immortal Charlie Christian (Remastered) (1993)
- Walter Norris - From Another Star (1998)
- Brad Mehldau - Art Of The Trio Volume 4: Back At The Vanguard (1999)
- Will Young - Mrs. Henderson Presents (Soundtrack) (2005)
- David Becker & Joe Diorio - The Color of Sound (2005)